# Flyttedags-Kvaler
Flyttedags-Kvaler er en dansk stumfilm fra 1915, der er instrueret af Lau Lauritzen Sr. efter manuskript af Johs. Baack.

## Handling
For at undslippe flytterodet derhjemme, søger Holm tilflugt hos sin gode ven. Da det er blevet sen aften, har de to mænd drukket så meget whisky, at Holm i sin fuldskab vender hjem til den gamle, adresse, hvor nye lejere for længst har slået sig til ro.

## Medvirkende
- Oscar Stribolt - Rentier Holm
- Philippa Frederiksen - Fru Holm
- Christian Schrøder - Proprietær Lund
- Peter Jørgensen
- Holger Syndergaard
- Oluf Billesborg
- Dagmar Kofoed
- Ellen Ferslev
- Maggi Zinn